# Kedde
Der Kedde war im mittelalterlichen Friesland zunächst Richter, Verkünder eines Gerichtsurteils und Vollstreckungsbeamter. Im Verlaufe des Mittelalters wurde er zum Vorsteher eines „Theen“ (Untergliederung der Hochmoorreihensiedlungen). Vergleichbar war das Amt des Rottmeisters auf der Geest und in der Marsch. In den Theenen wechselte das Amt im jährlichen Turnus zwischen den Herdbesitzern.
Von einem Dorf (Osteel) ist bekannt, dass auch Warfsleute und Deicharbeiter zu Kedden werden konnten, „wenn sie auch nur eine Jidde Land haben, worauf die Last lieget“.
Ihre Aufgaben waren in der Bauernrolle geregelt. In Marienhafe und Osteel hieß das: Die Kedden „geben acht auf Wege, Wasser, Mohr, Bauland, Dreesche (Gemeinland), Meede, Handwerker“. Zudem mussten sie „die Register in der Gemeinde verfertigen, auch den Deich verheuern, wenn Schauung gehalten wird“.
Meist waren die Kedden für alles, was für das Leben in der Gemeinde wichtig war, zuständig. So hatten sie dafür zu sorgen, dass die Gemeindeweide nur mit der Menge Vieh genutzt wurde, die jedem Weideberechtigten zugestanden war, und ihnen oblag die Oberaufsicht über die Brücken, Brunnen, Straßen und Wege. Das heißt, sie mussten dafür sorgen, dass diese von den Anwohnern instand gehalten wurden. Zudem hatten sie die Oberaufsicht über die Wälle und Gräben zwischen den Feldern und mussten Streitigkeiten zwischen Gemeindemitgliedern schlichten. Zur Durchsetzung des Rechts konnte der Kedde zum Mittel der Pfändung greifen.
Auch wenn Vieh unerlaubterweise auf Nachbarfeldern weidete, wurde der Kedde gerufen. Es war seine Aufgabe, das Vieh einzufangen und in der „Schüttelkaue“, einem fest umfriedeten und verschlossenen Grundstück, einzusperren. Dort konnte der Besitzer es dann gegen eine Buße auslösen.